# Muqrin bin 'Abd al-'Aziz Al Sa'ud
Muqrin b. ʿAbd al-ʿAzīz Āl Saʿūd, (in arabo مقرن بن عبد العزيز آل سعود‎?) (Riad, 15 settembre 1945), è un politico ed ex militare saudita, membro della famiglia reale di Al Saʿūd. Dal 23 gennaio al 29 aprile 2015 è stato principe ereditario dell'Arabia Saudita, sostituito poi dal principe Muhammad bin Nayef.

## Biografia

### Primi anni e formazione
Muqrin b. ʿAbd al-ʿAzīz è nato a Riad il 15 settembre 1945. Terzo figlio e più giovane figlio superstite di re Re ʿAbd al-ʿAzīz. Sua madre era la yemenita Baraka al-Yamaniyya, che è stata la diciottesima consorte del fondatore dell'Arabia Saudita.
Ha frequentato l'Accademia Ideale di Riyad per poi seguire i corsi in Gran Bretagna del RAF College di Cranwell. Si è laureato in Aeronautica nel 1968.

### Le prime esperienze militari
Nel 1970, Muqrin b. ʿAbd al-ʿAzīz è stato nominato Comandante dell'aeronautica militare saudita. Aveva servito in diverse posizioni nella forza aerea dal 1973 al 1977, prima di diventare aiutante di campo del direttore delle operazioni di volo. Venne poi elevato a Presidente delle Operazioni e Pianificazione per l'aeronautica militare.

### Governatore
Il 18 marzo 1980, re Khālid lo ha nominato governatore della provincia di Ha'il e il suo mandato è durato fino al 1999. Il 24 novembre 1999 è stato nominato governatore della provincia di Medina, succedendo al defunto fratello, ʿAbd al-Majīd. Re Fahd poi gli affidò l'incarico di modernizzare la città, in risposta a un'ondata di dimostrazioni anti-governative e anti-monarchiche durante i riti del Ḥajj. Ha sviluppato istruzione e assistenza sanitaria, facendola portare nelle regioni più remote. Considerato un conservatore, il principe Muqrin ha lavorato per promuovere i valori della tradizione durante i suoi mandati di governatore.

### Direttore Generale dell'Intelligence
Il 22 ottobre 2005, re ʿAbd Allāh lo ha promosso direttore generale dell'Agenzia di Intelligence (al-Mukhābarāt al-ʿĀmma, ossia "Informazioni Generali"). La sua nomina è avvenuta nove mesi dopo le dimissioni dell'ex direttore generale il principe Nawwāf.
Muqrin ha organizzato una conferenza sulla lotta alla militanza in internet, in particolare usato da al-Qāʿida nel 2007. Egli ha inoltre dichiarato che l'agenzia aprirà un sito web per informare i cittadini circa le minacce alla sicurezza. Egli ha anche affermato che l'al-Mukhābarāt al-ʿĀmma sarebbe stata ristrutturata per combattere al-Qāʿida. Il 19 luglio 2012, il principe Muqrin è stato sollevato dal suo incarico e sostituito da Bandar bin Sulṭān. È stato sostenuto dai media perché era stato criticato durante il suo mandato a causa del suo approccio ad alcuni temi di elevata "sensibilità". D'altra parte, il principe Muqrin è stato chiamato come consulente al rango di ministro e di inviato speciale del re ʿAbd Allāh lo stesso giorno. Il suo compito riguarda lo scenario del sud-est asiatico.
Muqrin ha recentemente svolto un ruolo attivo nella politica del Pakistan. Dopo il colpo di Stato di Pervez Musharraf del 1999, il governo saudita aveva organizzato un accordo decennale con Pervez Musharraf per l'accoglienza di Nawaz Sharif in esilio. Tuttavia, Sharif è stato rapidamente espulso dal Pakistan ed è stato accolto da Muqrin b. ʿAbd al-ʿAzīz all'aeroporto di Jedda. Il principe è stato coinvolto in tentativi di conciliazione politica con il Pakistan.
Inoltre, Muqrin e il ministro degli Esteri, Saʿūd al-Fayṣal sono stati segnalati per essere a favore delle sanzioni contro l'Iran, invece di un'azione militare come Re ʿAbd Allāh ha insistito. Tuttavia, ha anche sostenuto che l'interferenza iraniana negli affari interni del Golfo Persico, in particolare della politica dell'Iran in materia nucleare, ha avuto effetti molto negativi sulla regione e, quindi, potrebbe causare una corsa agli armamenti tra gli Stati del Golfo.

### Secondo vice Primo ministro
Muqrin è stato nominato Secondo vice Primo ministro da Re ʿAbd Allāh il 1º febbraio 2013, anche se non era considerato come un potenziale concorrente per il posto da parte degli analisti. Questa carica, che era vacante dall'ottobre 2011 è considerata come seconda nella linea di successione al trono saudita. In pratica, il principe Muqrin prenderà la gestione quotidiana del paese ogni volta che Re ʿAbd Allāh e il principe ereditario Salmān saranno fuori del paese o non potranno esercitare il loro ruolo a causa dei loro problemi di salute. In aggiunta alla carica di secondo vice Primo ministro, il principe Muqrin mantiene i suoi altri due altri incarichi precedenti, vale a dire consigliere e inviato speciale del Re ʿAbd Allāh.

### Vice Principe della Corona
Dopo quasi un anno che la carica di secondo vice primo ministro era vacante il principe Muqrin è stato formalmente designato con regio decreto nel 2013. Questo significava che era informalmente prossimo in linea, bypassando parecchi principi di alto livello. Al fine di rendere il suo posto nella linea di successione permanente e precludere qualsiasi sfida dalle parti reali espropriate, il re ʿAbd Allāh ha intervistato singolarmente ciascun membro del Consiglio di Fedeltà prima di annunciare il nuovo titolo di Muqrin. Il sondaggio, che è stato considerato un voto ufficiale del Consiglio, è risultato per il 75 % favorevole e il 25 % contrario.
Con regio decreto del 27 marzo 2014, per garantire la sua posizione come prossimo in linea di successione del fratellastro, il principe ereditario Salmān, ha dichiarato che l'elezione "non può essere modificata o cambiata in qualsiasi moda o forma da una persona."
La nomina del principe Muqrin, secondo Reuters, dava maggiori garanzie alla successione a lungo termine del regno, dimostrandosi profetica con il cambiamento dei vertici di potere dopo la morte di re ʿAbd Allāh e l'ascesa al trono di re Salmān il 23 gennaio 2015.

### Principe della Corona
Muqrin divenne principe ereditario dell'Arabia Saudita e vice primo ministro, il 23 gennaio 2015. Tuttavia, non era un membro dei due nuovi consigli creati dal re poco dopo l'inizio del suo regno. Su sua richiesta è stato sollevato dalla carica di principe ereditario nel mese di aprile 2015.

## Influenza
Muqrin b. ʿAbd al-ʿAzīz è considerato uno degli alleati di re ʿAbd Allāh. Nonostante la sua inesperienza, il principe ha avuto una rapida carriera, perché è diventato un uomo di punta versatile per Re ʿAbd Allāh. È stato un assiduo frequentatore di Islamabad, infatti, ha mantenuto delle relazioni con una vasta gamma di leader politici pakistani. Per quanto riguarda l'Afghanistan, è stato inviato a Kabul nel mese di gennaio 2009 per incontrare i funzionari più importanti, tra cui il presidente Hamid Karzai.
Muqrin avrebbe potuto avere un secondo fine a tali visite. Notizie di stampa suggeriscono che il viaggio era parte della sua campagna globale per portare i leader talebani ai colloqui con Kabul, suggerendo che il principe Muqrin sta continuando la politica del suo predecessore di mantenere i contatti con i leader talebani. Nel giugno 2009, egli è stato inviato a Damasco per consegnare personalmente le aperture al regime di Baššār al-Asad come parte della più ampia della campagna araba per il rilancio della Siria.
Il coinvolgimento in situazioni critiche di politica estera e la sua giovane età lo hanno posizionato bene per maggiori responsabilità nel prossimo futuro.
Muqrin b. ʿAbd al-ʿAzīz si dice sia molto apprezzato dal pubblico saudita perché non è considerato corrotto e perché non s'è mai messo in mostra per altre attività negative. Egli è anche considerato come uno dei più stretti alleati del Re.

## Successione
Muqrin è considerato uno dei candidati al trono dal momento che ha esperienza di governo. Tuttavia, il suo lato materno è visto come un fattore limitante per la sua possibilità in questo senso. Tuttavia, la sua nomina a secondo vice Primo ministro il 1º febbraio 2013 ha fatto di lui un forte candidato per la successione al trono saudita. Il 27 marzo 2014, è stato nominato vice-principe ereditario, mettendolo ufficialmente in linea di successione. Il 23 gennaio 2015, dopo la morte di re ʿAbd Allāh e l'investitura di re Salmān, Muqrin è diventato principe ereditario, mettendolo in prima linea al trono. Tuttavia, nel mese di aprile 2015, Muqrin è stato sollevato dal suo incarico di principe ereditario e primo vice ministro.

## Giudizi
Muqrin b. ʿAbd al-ʿAzīz è ritenuto da molti come un liberale all'interno della famiglia. Tuttavia, per quanto riguarda gli scambi lettere con gli sciiti della provincia orientale hanno illustrato una contrapposizione interessante tra lui e il principe ereditario Nāyef. Le lettere discutevano di come una situazione di istigazione degli sciiti nella provincia orientale dovrebbero essere espletate. In questi scambi, il principe Muqrin ha sostenuto per un approccio molto più forte e più duro, ma è stato posto il veto dal principe ereditario.

## Vita personale
Muqrin è sposato con Noura bint Ahmed Al Muqrin e con ʿAbṭa bt. Ḥamūd Āl Rashīd. ʿAbṭa è stata presidente del Consiglio delle Donne, quando lui era governatore di Medina.
Ha 14 figli: le sue figlie sono: Muḍāwī, Layla, Mishāʿil, ʿAbṭa, Nawf, Lamiyāʾ, Jawāhir e Sāra. I suoi figli sono: Fahd, ʿAbd al-ʿAzīz, Fayṣal, Turkī, Manṣūr e Bandar. Il principe Muqrin ha fondato una società immobiliare in Turchia. Egli è pilota e CEO della Rabigh Wings Aviation Academy di Gedda. Il principe Turkī è anche membro del consiglio del Club dell'Aviazione saudita.
Muqrin è appassionato di astronomia, di letteratura e di poesia araba e dispone di una grande biblioteca contenente migliaia di libri.
Il principe Muqrin ha acquistato quattro proprietà immobiliari di circa 7.700 metri quadrati a Dlebta, in Libano, dopo l'approvazione del governo nel 2012 e la pubblicazione della vendita nella gazzetta ufficiale. I residenti di Dlebta hanno contestato l'accordo e hanno presentato una denuncia presso le autorità competenti.

## Albero genealogico
|                                   |   |                            | Genitori                           |  |  | Nonni |  |  | Bisnonni        |  |  | Trisnonni                     |  |
|                                   |   |                            |                                    |  |  |       |  |  | Fayṣal Āl Saʿūd |  |  | Turkī bin ʿAbd Allāh Āl Saʿūd |  |
|                                   |   |                            |                                    |  |  |       |  |  | Fayṣal Āl Saʿūd |  |  | Turkī bin ʿAbd Allāh Āl Saʿūd |  |
|                                   |   | Hia bint Ḥamad Tamīmī      |                                    |  |  |       |  |  | Fayṣal Āl Saʿūd |  |  |                               |  |
| ʿAbd al-Raḥmān Āl Saʿūd           |   |                            |                                    |  |  |       |  |  | Fayṣal Āl Saʿūd |  |  |                               |  |
|                                   |   | Sāra bint Misharī Āl Saʿūd | Misharī b. ʿAbd al-Raḥmān b. Saʿūd |  |  |       |  |  |                 |  |  |                               |  |
|                                   |   | Sāra bint Misharī Āl Saʿūd | Misharī b. ʿAbd al-Raḥmān b. Saʿūd |  |  |       |  |  |                 |  |  |                               |  |
|                                   |   | Sāra bint Misharī Āl Saʿūd | …                                  |  |  |       |  |  |                 |  |  |                               |  |
| ʿAbd al-ʿAzīz dell'Arabia Saudita |   | Sāra bint Misharī Āl Saʿūd |                                    |  |  |       |  |  |                 |  |  |                               |  |
|                                   |   | Aḥmad al-Kabīr al-Sudayrī  | Muḥammad b. Turkī al-Sudayrī       |  |  |       |  |  |                 |  |  |                               |  |
|                                   |   | Aḥmad al-Kabīr al-Sudayrī  | Muḥammad b. Turkī al-Sudayrī       |  |  |       |  |  |                 |  |  |                               |  |
|                                   |   | Aḥmad al-Kabīr al-Sudayrī  | …                                  |  |  |       |  |  |                 |  |  |                               |  |
| Sāra bint Aḥmad al-Sudayrī        |   | Aḥmad al-Kabīr al-Sudayrī  |                                    |  |  |       |  |  |                 |  |  |                               |  |
|                                   |   | …                          | …                                  |  |  |       |  |  |                 |  |  |                               |  |
|                                   |   | …                          | …                                  |  |  |       |  |  |                 |  |  |                               |  |
|                                   |   | …                          | …                                  |  |  |       |  |  |                 |  |  |                               |  |
| Muqrin bin 'Abd al-'Aziz Al Sa'ud |   | …                          |                                    |  |  |       |  |  |                 |  |  |                               |  |
|                                   | … | …                          |                                    |  |  |       |  |  |                 |  |  |                               |  |
|                                   | … | …                          |                                    |  |  |       |  |  |                 |  |  |                               |  |
|                                   | … | …                          |                                    |  |  |       |  |  |                 |  |  |                               |  |
| …                                 | … |                            |                                    |  |  |       |  |  |                 |  |  |                               |  |
|                                   |   | …                          | …                                  |  |  |       |  |  |                 |  |  |                               |  |
|                                   |   | …                          | …                                  |  |  |       |  |  |                 |  |  |                               |  |
|                                   |   | …                          | …                                  |  |  |       |  |  |                 |  |  |                               |  |
| Baraka al Yamaniyah               |   | …                          |                                    |  |  |       |  |  |                 |  |  |                               |  |
|                                   |   | …                          | …                                  |  |  |       |  |  |                 |  |  |                               |  |
|                                   |   | …                          | …                                  |  |  |       |  |  |                 |  |  |                               |  |
|                                   |   | …                          | …                                  |  |  |       |  |  |                 |  |  |                               |  |
| …                                 |   | …                          |                                    |  |  |       |  |  |                 |  |  |                               |  |
|                                   |   | …                          | …                                  |  |  |       |  |  |                 |  |  |                               |  |
|                                   |   | …                          | …                                  |  |  |       |  |  |                 |  |  |                               |  |
|                                   |   | …                          | …                                  |  |  |       |  |  |                 |  |  |                               |  |
|                                   |   | …                          |                                    |  |  |       |  |  |                 |  |  |                               |  |